# Toon Colpaert
Antoon (Toon) Colpaert is een Belgisch voormalig topambtenaar.

## Levensloop
Toon Colpaert studeerde algemene economie aan de Rijksuniversiteit Gent. Hij stond van 1989 tot 2001 aan het hoofd van SEVI, de studiedienst van sp.a. Vervolgens werd hij havencommissaris, de link tussen de Vlaamse Regering en de havenbesturen van de Vlaamse zeehavens van Antwerpen, Zeebrugge, Gent en Oostende. Na het bereiken van de pensioengerechtigde leeftijd volgde Jan Blomme hem in 2015 op.
Hij bekleedt of bekleedde verschillende bestuursmandaten. Eind 1992 werd hij bestuurder van de NMBS. Later werd hij ook bestuurder van de NMBS-Holding en van de oprichting in 2005 tot 2009 was hij voorzitter van de raad van bestuur van spoorwegbeheerder Infrabel. Christine Vanderveeren volgde hem in die functie op. Hij is onder meer bestuurder van Infrabel-filiaal TUC Rail sinds 2015 en is lid van het toezichthoudend orgaan van North Sea Port sinds 2019.